# Morrow Mountain

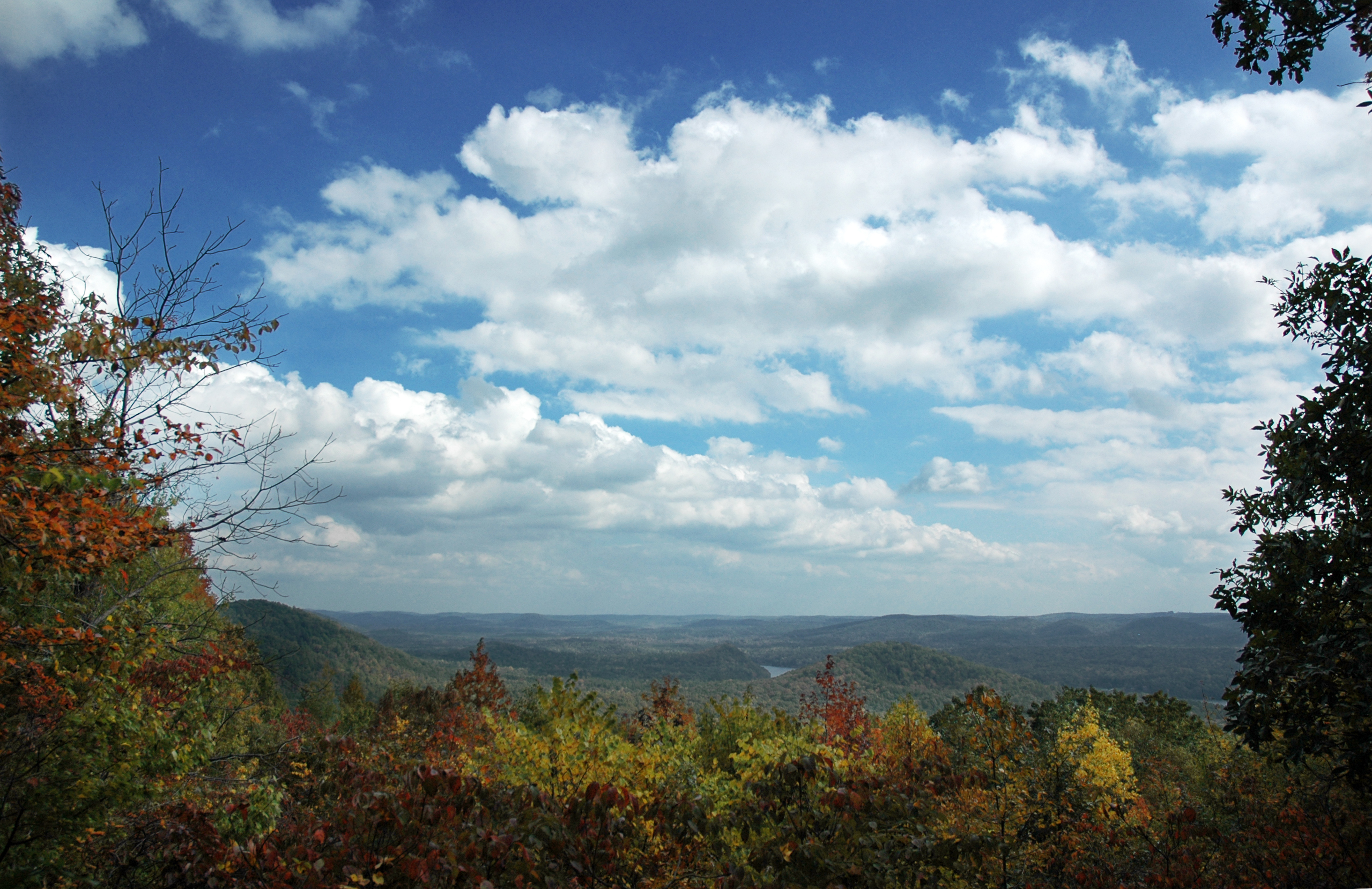
Morrow Mountain Utsikt.

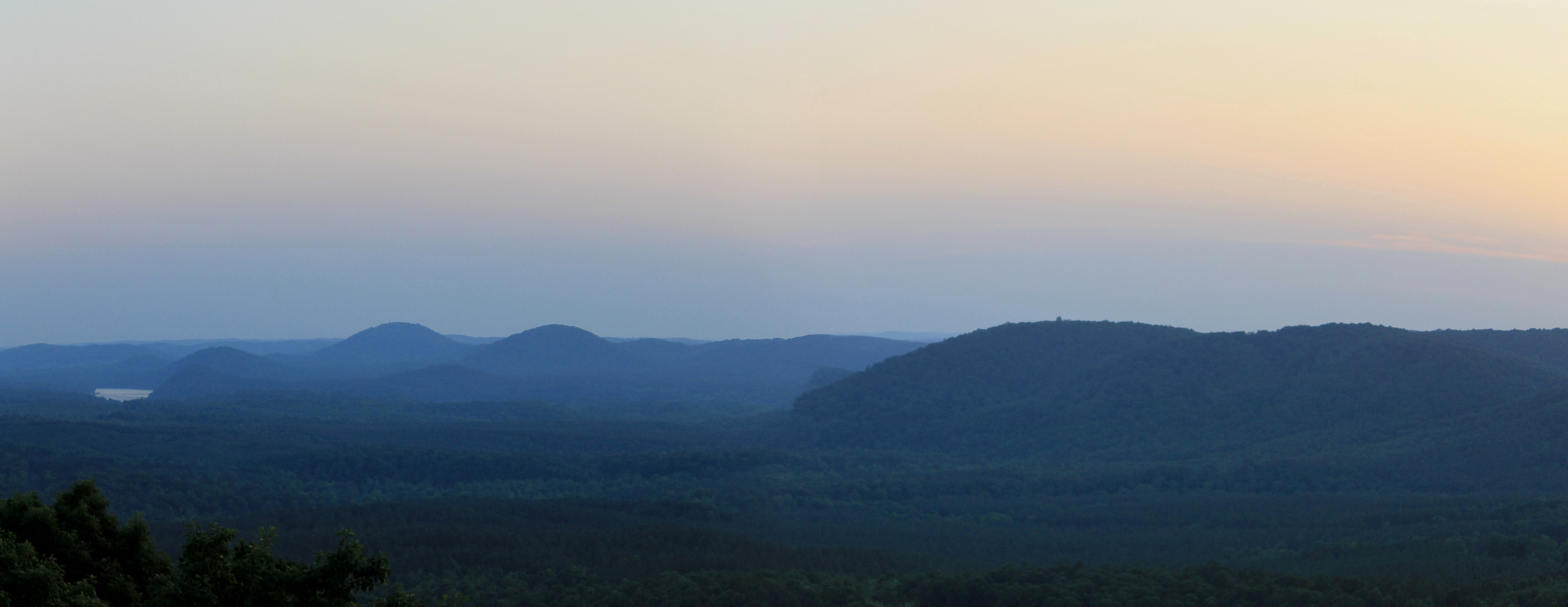
Morrow Mountain State Park på 8 km avstånd föreställande Lake Tillery, Hattaway Mountain, Morrow Mountain, and Sugarloaf Mountain. Sedda från nordöstra toppen av Buck Mountain i Montgomery County

Morrow Mountain är ett mindre berg i Morrow Mountain State Park, en delstatspark i Stanly County, North Carolina, USA instiftad 1935. Parken ligger i närheten av Albemarle och omfattar 23,80  kkvadratkilometer inom Uwharrie-bergen.

## Geografi
Morrow Mountain är en av de högsta topparna i Uwharrie-bergen i centrala North Carolina. När bergskedjan bildades var dessa berg över 6 000 meter höga, men erosion har gradvis slitit ner dem till bara höga kullar som i genomsnitt är mindre än 300 meter i höjd. Dessa toppar är dock resterna av en av de äldsta bergskedjorna i östra USA. Parken innehåller flera toppar, varav Morrow Mountain med en höjd av 285 meter.
Berget reser sig cirka 120 meter över den omgivande lägre terrängen och erbjuder på en klar dag fantastisk utsikt över den omgivande landsbygden. Förutom bergen innehåller parken även Yadkin-Pee Dee River, ett av centrala North Carolinas största flodsystem. Floden kan ses från Morrow Mountain.

## Historia
Upptäckten av mycket gamla  artefakter från stenåldern i området vittnar om att amerikanska urinvånare besökt området under minst 12 000 år innan den europeiska bosättningen. Morrow Mountain har ett av de största förhistoriska stenbrotten i Piemonte i dagens North och South Carolina. Bara lite öster om den lilla staden Badin, i nordöstra Stanly County, ligger en arkeologisk utgrävningsplats känd som Hardaway. Platsen var en skattkammare för forskare och sedan för samlare i decennier. Stenverktyg och  spjutspetsar i tusental har hittats på platsen.  Hardaway är ett av de mest omfattande  fynden av stensmide som finns i Nordamerika. Råmaterialet för dessa artefakter och verktyg kom främst från en plats: toppen av Morrow Mountain cirka 7 km bort. Verktyg gjorda av rhyodacite handlades mellan infödda folk och har hittats från Maine till Florida.
Europeisk kolonisering började längs stranden av Pee Dee River på 1700-talet. År 1780 etablerade John Kirk en färja som förbinder området med en större väg, Salisbury-Fayetteville vägen. Utvecklingen av parken började på 1930-talet genom arbete av en lokal kommitté som var intresserad av att etablera en statlig park i området. År 1937 hade 12 kvadratkilometer mark förvärvats, mycket av det donerat av invånarna i Stanly County. 
Morrow Mountain är uppkallat efter skotsk-irländaren James McKnight Morrow, som donerade mer än 1000 hektar till staten den 29 juni 1920. Parken öppnades för allmänheten sommaren 1939. Den tidig utvecklingen av parkmarken var ett samarbete mellan delstatliga och federala regeringar. Arbetsgrupper från Civilian Conservation Corps och Work Projects Administration konstruerade många av anläggningarna i parken från 1937 till 1942. Ytterligare anläggningar lades till på 1950- och 1960-talen.

## Museum
Ett litet museum om Uwharriebergens historia finns på parkeringen vid Camp Office. Utställningen inkluderar information om urinnevänarna, områdets växt- och djurvärld, tidiga upptäcktsresande och stenar och mineraler.